# Sporting Clube Olhanense
O Sporting Clube Olhanense MHIH é um clube de futebol português da cidade de Olhão. Utiliza como equipamento camisola riscada preto e vermelho e calção branco ou preto.

## História
Corria o ano de 1911 quando um grupo de jovens amantes do futebol, orientados por Armando Amâncio, deu origem ao Sporting Clube Olhanense, desenvolvendo em Olhão a prática de uma modalidade, até à data, pouco conhecida. O Sporting Clube Olhanense fazia inicialmente os seus jogos no "Largo da Feira", na Praça João de Deus, algures entre a Ria Formosa e onde estão hoje as Escolas Primárias. A marcação do campo e a montagem das balizas eram feitas no próprio dia de jogo. As balizas desmontáveis eram guardadas debaixo de uma ponte existente na Rua Almirante Reis, no cruzamento com a Rua da Liberdade. As "marés vivas" eram inconvenientes, impossibilitando por vezes as partidas.
Em 1921 o Olhanense obteve o seu primeiro campo de jogo próprio, o popular "Campo da Cerca", situado na Cerca D. Maria Ventura (nas traseiras da Avenida da República, onde está hoje a Avenida dos Combatentes e a paragem dos Autocarros da Rodoviária Nacional). O primeiro jogo disputado neste terreno foi em novembro de 1921, e o adversário foi o Sporting Clube Farense, que venceu por 3-0. No dia seguinte, ainda fazendo parte das festividades de inauguração do terreno, o Olhanense venceu o Lusitano de Vila Real de Santo António por 4-2.
A 29 de Março de 1923 o Sporting Clube Olhanense inaugurou o Estádio Padinha, num jogo frente ao seu grande rival de então, o Ginásio Clube Olhanense, partida que terminaria num empate a uma bola. Ali seria a sua "casa" durante seis décadas, e mesmo após a mudança para o relvado do José Arcanjo, o Padinha contínuo a ser propriedade do clube, e é onde atuavam as camadas jovens do clube. O nome do Estádio foi aprovado unanimemente em reunião de Direcção, e foi escolhido como homenagem a Francisco Padinha, atleta natural de Olhão de projecção nacional, que se destacou nas modalidades de halterofilismo e Tração à Corda.
O divertimento e o desportivismo levaram o clube à liderança e tornaram-no, em 8 de Junho de 1924, Campeão nacional.
de Portugal de 1923-1924, derrotando o Futebol Clube do Porto por 4-2, num jogo disputado no Estádio do Campo Grande, em Lisboa, sob o olhar do então Presidente da República, o algarvio Manuel Teixeira Gomes, que fez, no final do jogo, questão de cumprimentar e entregar as medalhas de Campeão de Portugal aos vencedores. O Sporting Clube Olhanense conquistou o título máximo do campeonato nacional e, a 22 de outubro do mesmo ano, recebeu o Louvor pelo Governo da Nação.
O desporto ganhou uma nova visibilidade. O país começou a virar as atenções para a prática desportiva. A competição tornou-se cada vez mais renhida e as exigências das formações e regularizações das provas oficiais maiores. Nesse sentido, foi criada em 1934, a organização dos campeonatos nacionais da I e II Ligas.
Na época 1935/36, o Olhanense acabou por se sagrar campeão da II Liga, numa altura em que o Mestre Cassiano orientava a equipa dos jovens rubro-negros. O clube não subiu, no entanto, de Divisão, dado que, à data os regulamentos não o previam. Apenas na época 1940/41, quando voltou a adquirir o troféu de campeão da II Liga, ascendeu ao escalão máximo do futebol português.
Na época 1942/43 conquistou um honroso quinto lugar e em 1945/46 a quarta posição.
Durante uma década, o Sporting Clube Olhanense foi o motivador de uma cidade inteira, trazendo para Olhão uma infindável número de êxitos desportivos, entre os quais se destaca a a permanência no final da Taça de Portugal, em Junho de 1945, onde defrontou o Sporting.
Em 1959, o Sporting Clube Olhanense realizou o sonho de ter uma sede própria, edifício que foi considerado como um dos melhores equipamentos sociais do Algarve. Passada a euforia das vitórias, o clube adormeceu durante alguns anos.
Em 1964, regressou à I Divisão e recebeu a Taça Centenário do Diário de Notícias, voltando a despertar as gentes de Olhão e do Algarve para o fenómeno futebolístico. O futebol-espectáculo acabou, na época, a sobrepor-se ao futebol-desporto e os factores empresariais e financeiros ganharam uma importância até então inexistentes. O Olhanense atravessou anos difíceis, com duas descidas de Divisão.
Em 1969/70, sagrou-se campeão da 3ª Divisão e na época seguinte recebeu duas taças Disciplina do “Mundo Desportivo” e de “O Casapiano”. Na época de 1972/73, voltou a ser campeão da antiga 2ª Divisão Zona Sul e, em 1980, recebeu o título de Instituição de Utilidade Pública.
Em 1984 o Olhanense inaugurou o seu primeiro campo relvado, o Estádio José Arcanjo (nome do proprietário do terreno, que o ofereceu ao clube) frente ao Portimonense, e é aí que tem disputado as suas partidas nas duas últimas décadas.
Depois de criada a 2ª Divisão B Zona Sul, o Olhanense foi campeão duas vezes, num espaço de 13 anos, sendo que a primeira foi em 1990/91 e a segunda conquistada honrosamente com muita dedicação por parte de jogadores, directores e adeptos, na época de 2003/04. Não obstante, o clube recebeu ainda condecorações de alto nível, como Medalha de Mérito Desportivo, Membro Honorário da Ordem do Infante D. Henrique, Medalha de Bons Serviços Desportivos e Medalha de Mérito da Câmara Municipal de Olhão (Grau Ouro).
Na época 2008/09, o Sporting Clube Olhanense voltou a fazer vibrar, não só as gentes de Olhão, como toda a comunidade algarvia, ao realizar um campeonato exímio e sagrar-se campeão da Liga Vitalis, regressando, ao fim de 34 anos, às disputas com os grandes do futebol português, na Primeira Liga.
Para além dos troféus conquistados no futebol, o Sporting Clube Olhanense sagrou-se campeão nacional da 2ª Divisão em basquetebol feminino, na época 1978/79.
A 8 de Abril de 1987 foi feito Membro-Honorário da Ordem do Infante D. Henrique.

### Campeões de Portugal

#### Final
Ver: Campeonato de Portugal de 1923–24
| 8 de junho de 1924 | Sporting Clube Olhanense                                 | 4 – 2     | Futebol Clube do Porto    | Estádio do Campo Grande, Lisboa         |
|                    | Delfim 3' · Tamanqueiro 40' (gp) · Gralho 67' · Belo 85' | Relatório | Hall 15' · Basto 17' (gp) | Árbitro: POR Germano Vasconcelos, Braga |

| Olhanense | Porto |

| Olhanense:  |  |                      |
|             |  |                      |
| GR          |  | Carlos Martins       |
| D           |  | Américo              |
| D           |  | Falcate              |
| M           |  | Fausto Peres         |
| M           |  | Tamanqueiro          |
| M           |  | Francisco Montenegro |
| A           |  | Cassiano             |
| A           |  | Belo                 |
| A           |  | Joaquim Gralho       |
| A           |  | Delfim               |
| A           |  | Júlio Costa (c)      |
| Treinador:  |  |                      |
| Júlio Costa |  |                      |

|                         |  |                      |  |
| Futebol Clube do Porto: |  |                      |  |
|                         |  |                      |  |
| GR                      |  | Borges Avelar        |  |
| D                       |  | Álvaro Coelho        |  |
| D                       |  | Tavares Bastos       |  |
| M                       |  | Coelho da Costa      |  |
| M                       |  | Velez Carneiro       |  |
| M                       |  | Floreano Pereira (c) |  |
| A                       |  | Alexandre Cal        |  |
| A                       |  | Augusto Freire       |  |
| A                       |  | Simplício            |  |
| A                       |  | Norman Hall          |  |
| A                       |  | João Nunes           |  |
| Treinador:              |  |                      |  |
| Akos Tezler             |  |                      |  |

|  |

## Palmarés
| Honrarias | Honrarias                                                  | Honrarias  | Honrarias |
|           | Condecorações                                              | Atribuidos | Anos      |
| --------- | ---------------------------------------------------------- | ---------- | --------- |
| Portugal  | Louvado pelo Governo                                       | 1          | 1924      |
| Portugal  | Medalha de Mérito Desportivo                               | 1          |           |
| Portugal  | Membro Honorário da Ordem do Infante D. Henrique           | 1          |           |
| Portugal  | Medalha de Bons Serviços Desportivos                       | 1          |           |
| Portugal  | Medalha de Mérito da Câmara Municipal de Olhão (Grau Ouro) | 1          |           |

| Competições Nacionais | Competições Nacionais                         | Competições Nacionais | Competições Nacionais     |
|                       | Competição                                    | Venceu                | Épocas                    |
| --------------------- | --------------------------------------------- | --------------------- | ------------------------- |
|                       | Campeonato de Portugal                        | 1                     | 1923/24                   |
|                       | II Divisão                                    | 3                     | 1935/36, 1940/41, 2003/04 |
|                       | Campeonato Português de Futebol - III Divisão | 1                     | 1969/70                   |
|                       | Segunda Liga                                  | 1                     | 2008/09                   |
|                       | Total de troféus                              | 1                     | 1 Nacional                |
| Outras Competições    |                                               |                       |                           |
|                       | Competição                                    | Venceu                | Épocas                    |
| Portugal              | Taça Centenário do Diário de Notícias         | 1                     | 1964                      |
| Portugal              | Taça Disciplina do Mundo Desportivo           | 1                     | 1970/71                   |
| Portugal              | Taça Disciplina O Casapiano                   | 1                     | 1970/71                   |

## Futebol

### Histórico
ver : Histórico do Sporting Clube Olhanense
|                   | Nº Presenças | Venceu |
| ----------------- | ------------ | ------ |
| Temporadas na 1ª  | 19           |        |
| Temporadas na 2ª  | 10           |        |
| Temporadas na 2ªB | 46           |        |
| Temporadas na 3ª  | 4            |        |
| Taça de Portugal  | 60           |        |
| Taça da Liga      | 2            |        |

### Estatísticas

#### Liga Portuguesa
|                      |    | Temporada |
| -------------------- | -- | --------- |
| Melhor Classificação | 4º | 1945/1946 |

#### 2ª Liga / Liga de Honra
|                      |    | Temporada |
| -------------------- | -- | --------- |
| Melhor Classificação | 1º | 2008-2009 |

#### 2ª Divisão - Zona Sul
|                      |    | Temporada            |
| -------------------- | -- | -------------------- |
| Melhor Classificação | 1º | 1960/1961, 1972/1973 |

#### 2ª Divisão "B" - Zona Sul
|                      |    | Temporada            |
| -------------------- | -- | -------------------- |
| Melhor Classificação | 1º | 1990/1991, 2003/2004 |

#### 3ª Divisão Nacional
|                      |    | Temporada |
| -------------------- | -- | --------- |
| Melhor Classificação | 1º | 1969/1970 |

#### Campeonato de Portugal
|                      |    | Temporada |
| -------------------- | -- | --------- |
| Melhor Classificação | 1º | 1923/1924 |

#### Taça de Portugal
|                      |       | Temporada   |
| -------------------- | ----- | ----------- |
| Melhor Classificação | Final | (1944/1945) |

#### Taça da Liga
|                      |                 | Temporada |
| -------------------- | --------------- | --------- |
| Melhor Classificação | 3ª Eliminatória | 2008/2009 |

#### Campeonato do Algarve
|                      |    | Temporada |
| -------------------- | -- | --- |
| Melhor Classificação | 1º | 1923/24, 1924/25, 1925/26, 1926/27, 1930/31, 1932/33, 1938/39, 1939/40, 1940/41, 1941/42, 1942/43, 1943/44, 1944/45 e 1945/46 |

## Plantel atual
Atualizado em 1 de dezembro de 2020.

## Treinadores
| - Pepe Lopez (1950–51) - Armando Martins (1953–54) - Carlos Javier Mascaró (1954–55) - Rafael Pineda (1955–56) - José João (1957–58) - Joaquim Paulo (1958-59) - Artur Quaresma (1959–60) - Cassiano (1960–61) - Francisco André (1961–62) - Chinita (1961–62) - Casaca (1962–63) - Joaquim Paulo (1962–63) - Armando Carneiro (1963–64) - Chinita (1963–64) - Ruperto Garcia (1963–64) - Iosif Fabian (1964–65) - José Mendes (1964–65) - Severiano Correia (1965–67) - Genê (1967–68) - Veríssimo Alves (1967–68) - Ruperto Garcia (1968–69) - Osvaldo Silva (1969–71) - Orlando Ramín (1971–72) - Artur Santos (1972–73) | - Jim Lopes (1973–74) - Manuel de Oliveira (1973–75) - Joaquim Paulo (1974–75) - Gonzalito (1974–76) - Alexandrino (1975–76) - Marçal (1975–76) - Basora (1975–76) - Milton Trinidad (1976-77) - Janos Hrotko (1976–77) - Miguel Vinuesa (1977–78) - Carlos Sério (1978–79) - Janos Hrotko (1978–79) - Hélder Pereira (1978–80) - Miguel Vinuesa (1979–80) - Júlio Amador (1980–81) - Carlos Silva (1980–84) - Mário Lino (1984–85) - Manuel Cajuda (1985–87) - Álvaro Carolino (1987–88) - José Dinis (1988–89) - Manuel Cajuda (1988–89) - Mário Wilson (1989–90) - Pedro Gomes (1989–90) | - Ademir (1989–90) - Benvindo Assis (1990–91) - Ricardo Formosinho (1990–91) - José Rocha (1991–92) - Alberto Vivas (1991–92) - Ricardo Formosinho (1991–92) - Carlos Silva (1992–93) - Ademir (1992–93) - Stoycho Mladenov (1993–96) - Fernando Mendes (1996–97) - Plamen Lipenski (1996–97) - Zinho (1997–98) - Manuel Balela (1997–2000) - Floris Schaap (1999–2000) - Fanã (2000-01) - Sá Pereira (2000–01) - Pitico (2000-01) - Horácio Gonçalves (2001-02) - Hélder Rocha (2000-01) - Vitor Urbano (2001–03) - Rui Gorriz (2002-03) - Paulo Sérgio (Julho 2003–Maio 06) - Manuel Balela (Julho 2006–Out 06) - Álvaro Magalhães (Out 2006–Dez 07) | - Diamantino Miranda (Jan 2008–Maio 08) - Jorge Costa (Junho 2008–Maio 10) - Daúto Faquirá (Junho 2010–Dez 11) - Sérgio Conceição (Jan 2012–Jan 13) - Manuel Cajuda (Jan 2013–Maio 13) - Bruno Saraiva (Maio 2013-Jun 13) - Abel Xavier (Julho 2013-Out 13) - Paulo Alves (Outubro 2013-Jan 14) - Giuseppe Galderisi (Jan 2014-Jul 14) - António Conceição (Julho 2014-Out 14) - Jorge Paixão (Outubro 2014-Fev 15) - Cristiano Bacci (Fevereiro 2015-Out 16) - Bruno Baltazar (Outubro 2016-Fev 17) - Bruno Saraiva (Fevereiro 2017-Nov 17) - Milton Terroso (Novembro 2017-Jun 18) - Ivo Soares (Julho 2018-Fev 19) - Vasco Faísca (Fevereiro 2019-Dez 19) - Bruno Ribeiro (Dezembro 2019-Mar 20) |

## Hino
(Música de Arcílio Palma e Letra de Eugénia Sousa)

Cantemos todos a hora é de Festa

O Olhanense vamos apoiar

Não há alegria maior que esta

A nossa equipa unida a jogar
Jogaremos mais e melhor

Lutaremos com arte, alegria

E sentiremos de novo o ardor

Do renascer da alma Algarvia

(REFRÃO)

Olhanense, Olhanense, à vitória

Bradam vozes das gentes de Olhão

A nossa força é a nossa história

És nosso clube, nosso campeão

E com saudade alguns recordamos

Os passados momentos de glória

Com muito treino e coragem façamos

Brilhar de novo a chama da vitória

Olhanense em ti confiamos

Tens contigo o calor da mocidade

E orgulhosos todos te aclamamos

Tu és a alma da nossa cidade

(REFRÃO)

Olhanense, Olhanense, à vitória

Bradam vozes das gentes de Olhão

A nossa força é a nossa história

És nosso clube, nosso campeão

## Modalidades
- Futebol
- Futsal
- Basquetebol
- Ciclismo